# Allume di potassio
Il solfato doppio di alluminio e potassio dodecaidrato o potassio-allume, più noto come allume di potassio e allume di rocca, è un sale misto di alluminio e potassio dell'acido solforico, di formula KAl(SO4)2 · 12H2O. A temperatura ambiente si presenta come un solido incolore ed inodore.
Sin dall'antichità era usato per lavarsi le ferite e in numerose attività produttive e in vari settori. Nelle industrie tessili era usato come fissante per colori, il suo uso era quindi basilare nella tintura della lana, nella realizzazione delle miniature su pergamena e nella concia delle pelli. Serviva poi alla produzione del vetro ed in medicina era usato come emostatico.
Nel Medioevo era un prodotto di importanza strategica, di cui la Repubblica di Genova possedeva il monopolio grazie alla colonia di Focea in Anatolia che disponeva, grazie ai vicini giacimenti di Focea Nuova, di grandi riserve minerarie di questo prodotto, che veniva esportato principalmente nelle Fiandre e a Firenze per la lavorazione dei tessuti. La produzione dell'allume avveniva per arroventamento e successiva dissoluzione in acqua dell'alunite, un solfato basico di potassio ed alluminio che si trova in natura.
Attualmente è usato come deodorante per il corpo particolarmente economico ed efficace, nonché come rimedio contro il cattivo odore dei piedi.
In Italia vi sono importanti giacimenti nei Monti della Tolfa, scoperti nel 1462 da Giovanni di Castro presso l'attuale comune di Allumiere e rimasti in uso con alterne vicende fino al 1941. Altre cave di allume si trovano a Montioni, nei pressi di Follonica dove è presente anche una cava di manganese.
Il termine "allume" si riferisce a solfati doppi di un metallo monovalente e di un metallo trivalente (es. l'alluminio o il cromo, suo ione vicariante) dodecaidrati. Questo è un allume potassico, da non confondere con "cristallo di potassio"; infatti quest'ultimo in natura non esiste: il potassio in natura si trova solo sotto forma di sali.
Nell'Isola di Vulcano (Eolie), nella città metropolitana di Messina, esisteva una specifica "Grotta dell'allume". Vi si estraeva l'allume e lo si commerciava con tutta Europa. L'allume veniva già estratto all'epoca dei Romani ed era esportato in anfore che si sono ritrovate fin nei pressi dell'Inghilterra. Ciò in quanto l'allume estratto era una sostanza rara e ricercata; un potentissimo emostatico, nonché ottimo per la concia delle pelli. 
In prossimità della parete della grotta è stato rinvenuto un minerale, la magnesioaubertite (Mg, Cu)Al(SO4)2Cl• 14H2O.

## Acquerello
L'allume di rocca è utile nella tecnica pittorica dell'acquerello per imbibire la carta prima di lavorare con i colori, la superficie così trattata è più uniforme e, assorbendo meno il colore, intensifica l'effetto pittorico a macchia tipico di questa tecnica.

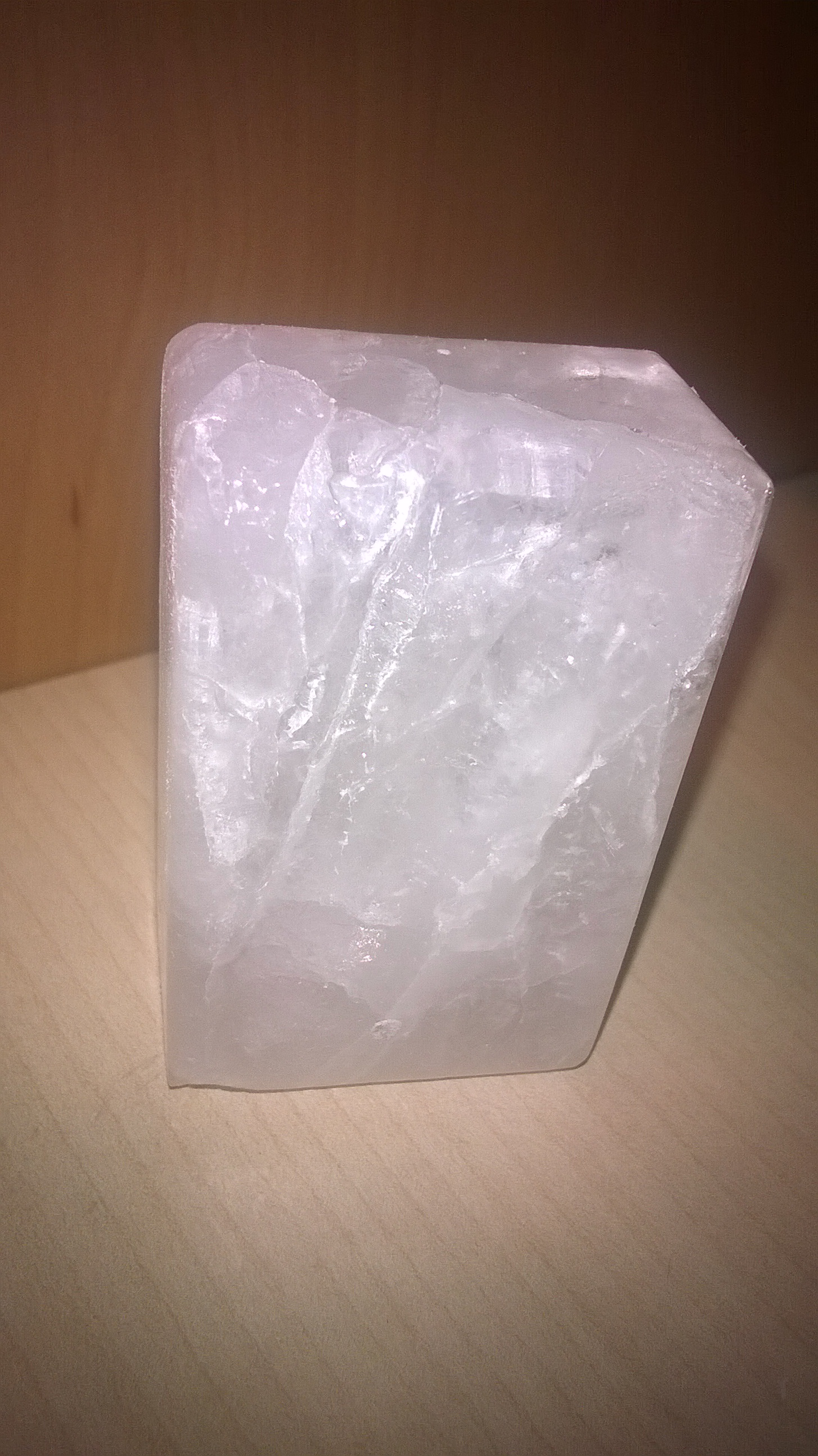
Blocco di allume di potassio

## Uso domestico
Nell'uso domestico l'allume di rocca, oltre che come deodorante personale naturale anallergico ed emostatico, è utilizzato anche come assorbi-odori in frigorifero e si trova in vendita sia sotto forma di polvere bianca, simile al sale fino da cucina, che come cristallo smussato. È molto usato anche come dopobarba per le sue capacità astringenti ed emostatiche.
Si può facilmente produrre un cristallo di allume partendo dalla polvere disciolta in soluzione satura in acqua, solitamente calda, nella quale viene immerso, una volta che la temperatura è calata leggermente, un piccolo cristallo (germe o seme di cristallizzazione) mantenuto sospeso mediante un sottile filo nel centro della soluzione messa a riposare in un barattolo in un luogo tranquillo per 2 o 3 settimane. Si ottiene un cristallo con caratteristica forma a piramidi doppie (ottaedri) o combinazioni varie ed incomplete di queste forme. Inoltre può essere usato per rendere ignifugo un qualsiasi tessuto.